# Leaota-hegység
A Déli-Kárpátokhoz tartozó Leaota-hegység (románul Munții Leaota) Románia középső részén, Târgoviște városától északra található. Délnyugatról a Jézer-hegység alacsonyabb nyúlványai, északnyugatról a Királykő-hegységtől elválasztó Törcsvári-hágó, keletről a Bucsecs-hegység, délről az Előkárpátok határolja. Legmagasabb csúcsa a hegység középső részén elhelyezkedő Leaota-csúcs (2133 méter). Az elnyúlt S alakú főgerinc dél-délnyugat–észak-északkeleti irányban halad Argeș és Dâmbovița megye határán, és a hegység északkeleti részén kapcsolódik a Bucsecshez. Közeli város Câmpulung.

3D animáció a Leaota-hegységről

## Külső hivatkozások
- Térkép (románul)
- Aktuális információk a Kárpátokról